# Summer Wars
Summer Wars (サマー ウォーズ?) es una película de animación japonesa de ciencia ficción y comedia romántica estrenada en 2009 dirigida por Mamoru Hosoda, escrita por Satoko Okudera y con diseño de personajes de Yoshiyuki Sadamoto. Fue realizada por los estudios Madhouse y distribuida por Warner Bros Pictures. En el reparto original se incluyen las voces de figuras conocidas en Japón como Ryūnosuke Kamiki, Nanami Sakuraba, Mitsuki Tanimura, Sumiko Fuji y Ayumu Saito. La película cuenta la historia de Kenji Koiso, un muchacho tímido de secundaria y genio de las matemáticas que es llevado al pueblo de Ueda por su compañera Natsuki Shinohara para celebrar el 90.º cumpleaños de su bisabuela. Sin embargo, él es falsamente implicado en el hackeo del mundo virtual de Oz por una I.A. (inteligencia artificial) que lo embauca para descifrar el código de seguridad de dicho mundo. Kenji debe reparar el daño hecho al mundo virtual por lo que debe encontrar una manera de detener a la I.A. para que no cause más daños.
Después de producir Toki o Kakeru Shōjo, Madhouse tomó la decisión de producir una nueva película. Hosoda y la escritora Okudera concibieron una historia acerca de las redes sociales y la conexión de una extraña familia. La ciudad real de Ueda fue elegida como el escenario para el filme, así como parte del territorio el cual estaba gobernado por el Clan Sanada, una vez Sanada y estaba cerca del lugar donde nació Hosoda en Toyama. Hosoda utiliza el clan como base para la familia Jinnouchi después de visitar la casa de su entonces novia en Ueda.
La producción de Summer Wars se inició en 2006. El director de animación Youji Takeshige decidió incorporar las casas japonesas en sus diseños de fondo. Hosoda también insistió en que los 80 miembros de la familia fueran incluidos entre los personajes principales. El proyecto fue anunciado por primera vez en el Tokyo International Anime Fair del 2008, el primer avance de la película fue lanzado en abril de 2009. El interés del público se vio impulsado principalmente por medios de la publicidad en Internet. Una adaptación al manga de la película fue escrita por Iqura Sugimoto y su publicación comenzó en julio de 2009.
Summer Wars se estrenó en Japón el 1 de agosto de 2009, logrando recaudar más de $1 millón en su primer fin de semana, alcanzando el 7º puesto en la taquilla japonesa. La película fue bien recibida por los críticos y el público en general, y también fue un éxito en taquilla, ganando $18 millones a nivel mundial. La película ganó varios premios y reconocimientos como el Premios de la Academia Japonesa a «mejor película de animación» de 2010, al premio Japan Media Arts Festival'sen la categoría de «mejor película de animación» , el Premio del Festival Internacional de Cine del Público de Anaheim a la «mejor película de animación» y fue nominada para el premio Leopardo de Oro 2009 en el Festival Internacional de Cine de Locarno, y cabe destacar que fue precandidata a la entrega de los premios Oscar en la categoría de mejor película de animación.

## Argumento
Summer Wars gira en torno a Kenji Koise, un joven de diecisiete años nativo de Tokio y de carácter reservado al que le apasionan las matemáticas y la informática. Durante sus vacaciones de verano decide participar en las Olimpiadas Matemáticas, donde no conseguirá pasar de las rondas clasificatorías, lo que provocará que entre en una profunda amargura y que decida pasar el resto del verano conectado a un mundo virtual llamado OZ como su válvula de escape. Sin embargo, sus penas durarán poco, ya que será invitado, para su asombro, por la chica más popular del instituto, Natsuki Shinohara, a pasar el resto de las vacaciones en casa de su familia en un pueblo de Nagano. La razón de la repentina y sorprendente invitación de Natsuki a casa de su familia es que esta bella joven le prometió a su bisabuela que por su 90 aniversario le presentaría a su novio, haciendo a Kenji pasarse por él. La bisabuela de Natsuki, Sakae Shinohara, es una enérgica anciana de gran influencia en el gobierno y los círculos financieros de la zona que representa a la decimosexta generación de la familia Jinnai. La misma noche de la llegada de Kenji a la casa de la familia Shinohara, este recibirá por e-mail en su portátil una serie de símbolos misteriosos que intentará descifrar inmediatamente. Al día siguiente, el mundo parecerá haber cambiado radicalmente, y bajo el mando de la bisabuela de Natsuki, Kenji y todos los miembros de la familia Shinohara se unirán para hacer frente a esta crisis de lo más singular.

## Personajes

### Principales
Kenji Koiso (小磯 健二  Koiso Kenji?)
 Seiyū: Ryūnosuke Kamiki
De 17 años de edad, es el protagonista de la historia, es un muchacho de secundaria, muy habilidoso con las matemáticas, pero incompetente en asuntos de relaciones sociales, especialmente si se trata de chicas. Es invitado por Natsuki a pasar el verano con su familia haciéndose pasar por su novio de esta para engañar a su abuela. De manera accidental, ayuda a la I.A Love Machine a descifrar el código de Oz lo cual hace que este provoque un caos. Kenji junto con la familia de Natsuki se unen para enfrentar a dicho programa.
Natsuki Shinohara (筱原 夏希 Shinohara Natsuki?)
 Seiyū: Nanami Sakuraba
De 18 años de edad, es la chica más popular del colegio, y Kenji está enamorado de ella. Invita a Kenji –para sorpresa de este- a pasar unos días junto a su familia, ocultándole que, pretende presentarle como su novio. Su "primer amor" es Wabisuke. Sin embargo a lo largo de la película se termina enamorando de Kenji.
Sakae Jinnouchi (阵内 栄 Jinnouchi Sakae?)
 Seiyū: Sumiko Fuji
Es la bisabuela de 90 años de edad de Natsuki, una mujer indomable y de carácter valiente. A pesar de su avanzada edad, mantiene unida a la familia. Tiene conexiones con la aristocracia de Japón y los círculos políticos y financieros, lo cual se demuestra en el transcurso de la película. 
Kazuma Ikezawa (池沢 佳主馬 Ikezawa Kazuma?)
 Seiyū: Mitsuki Tanimura
Es el primo de Natsuki, un usuario de OZ de 13 años de edad y campeón guerrero Netgame de renombre mundial, se une a Kenji en la lucha contra los ataques piratas. Rara vez sale de su habitación y utiliza su talento para luchar en OZ, siendo reconocido por todos por su avatar King Kazma. Se sabe que entrena artes marciales (de ahí su talento con su avatar "King Kazma")
Wabisuke Jinnouchi (阵内 侘助 Jinnouchi Wabisuke?)
 Seiyū: Ayumu Saito
Es un experto en informática de 41 años de edad, y el "primer amor" de Natsuki. Es el hijo ilegítimo del abuelo de Natsuki, pero fue adoptado por Sakae, quien Wabissuke cuida profundamente. Él es el creador de "Love Machine" y profesor de la Universidad Carnegie Mellon.

### Secundarios
Takashi Sakuma (佐久間 敬 Sakuma Takashi?)
 Seiyū: Takahiro Yokokawa
Un hombre de 17 años de edad, moderador de OZ y mejor amigo de Kenji Koiso.
Yukiko Shinohara (篠原 雪子 Shinohara Yukiko?)
 Seiyū: Kiyomi Tanigawa
La madre de Natsuki, de 47 años de edad.
Kazuo Shinohara (篠原 和雄 Shinohara Kazuo?)
 Seiyū: Mutsumi Sasaki
El padre de Natsuki, de 55 años de edad. Kazuo trabaja como miembro del departamento de agua de Tokio.
Mariko Jinnouchi (陣内 万理子 Jinnouchi Mariko?)
 Seiyū: Mieko Nobusawa
La hija mayor de Sakae, de 71 años de edad, trabaja como ama de casa.
Riichi Jinnouchi (陣内 理一 Jinnouchi Riichi?)
 Seiyū: Takuya Kirimoto
El hijo de Mariko Jinnouch, de 41 años de edad, Riichi es un miembro de la Fuerza Terrestre de Autodefensa de Japón y se encuentra en el campamento de Ichigaya.
Rika Jinnouchi (陣内 理香 Jinnouchi Rika?)
 Seiyū: Sakiko Tamagawa
La hija de Mariko Jinnouchi, de 42 años de eda. Ella trabaja como agente del gobierno de la ciudad.
Mansuke Jinnouchi (陣内 万助 Jinnouchi Mansuke?)
 Seiyū: Ichirō Nagai
El segundo hijo de 70 años de edad. Mansuke es propietario de un mercado local de pescado. Junto con su nieto Kazuma Ikezawa, se entrena en el Shorinji Kempo.
Tasuke Jinnouchi (陣内 太助 Jinnouchi Tasuke?)
 Seiyū: Takashi Kobayashi
El hijo de Mansuke Jinnouchi, de 45 años de edad. Tasuke trabaja como comerciante de una tienda de electrónica.
Shota Jinnouchi (陣内 翔太  Jinnouchi Shōta?)
 Seiyū: Yutaka Shimizu
El hijo de Tasuke Jinnouchi, de 21 años de edad. Shota es un policía.
Naomi Miwa (三輪 直美  Miwa Naomi?)
 Seiyū: Kaori Yamagata
La hija mayor de Mansuke Jinnouchi, de 42 años de edad, está divorciada.
Kiyomi Ikezawa (池沢 聖美  Ikezawa Kiyomi?)
 Seiyū: Tagame Tamura
La hija más joven de Mansuke Jinnouchi y madre de Kazuma Ikezawa, de 39 años de edad. Kiyomi es una trabajadora de la sede en Nagoya. A lo largo de la película se observa su estado de embarazo.
Mansaku Jinnouchi (陣内 万作 Jinnouchi Mansaku?)
 Seiyū: Tadashi Nakamura
El hijo menor de Sakae Jinnouchi, de 68 años de edad. Mansaku supervisa los problemas de salud de Sakae.
Yorihiko Jinnouchi (陣内 頼彦 Jinnouchi Yorihiko?)
 Seiyū: Yoji Tanaka
El hijo mayor de 45 años de edad, de Mansaku Jinnouchi. Yorihiko trabaja como técnico de emergencias médicas en el departamento de bomberos de Matsumoto.
Kunihiko Jinnouchi (陣内 邦彦 Jinnouchi Kunihiko?)
 Seiyū: Hashiya Nakamura
El de 42 años de edad, hijo de media Mansaku Jinnouchi. Kunihiko funciona como un sargento de fuego en el cuerpo de bomberos de Suwa.
Katsuhiko Jinnouchi (陣内 克彦 Jinnouchi Katsuhiko?)
 Seiyū: Mitsutaka Itakura
El hijo más joven de 40 años de edad, de Mansaku Jinnouchi. Katsuhiko es un miembro del cuerpo de bomberos de Ueda y ayuda en la cuadrilla de rescate del departamento.
Noriko Jinnouchi (陣内 典子 Jinnouchi Noriko?)
 Seiyū: Eiko Kanazawa
La mujer de Yorihiko Jinnouchi, de 37 años de edad.
Nana Jinnouchi (陣内 奈々 Jinnouchi Nana?)
 Seiyū: Chigusa Takaku
La mujer de Kunihiko Jinnouchi, 32 años de edad.
Yumi Jinnouchi (陣内 由美 Jinnouchi Yumi?)
 Seiyū: Riisa Naka
La mujer de Katsuhiko Jinnouchi, de 38 años de edad.
Ryohei Jinnouchi (陣内 了平 Jinnouchi Ryōhei?)
 Seiyū: Naoto Adachi
El hijo mayor de Katsuhiko Jinnouchi, de 17 años de edad. Ryohei juega en el equipo de béisbol de su escuela secundaria local.
Yuhei Jinnouchi (陣内 祐平 Jinnouchi Yūhei?)
 Seiyū: Rikito Ota
El segundo hijo de Katsuhiko Jinnouchi, de 7 años de edad.
Shingo Jinnouchi (陣内 真悟 Jinnouchi Shingo?)
 Seiyū: Yuki Imai
El hijo de Yorihiko Jinnouchi de 6 años de edad.
Mao Jinnouchi (陣内 真緒 Jinnouchi Mao?)
 Seiyū: Sumire Morohoshi
La hija de Yorihiko Jinnouchi de 4 años de edad.
Kana Jinnouchi (陣内 加奈 Jinnouchi Kana?)
 Seiyū: Hinano Minagawa
La hija de Kunihiko Jinnouchi de 2 años de edad.
Por último se incluyen los personajes que no hablan durante el filme como Kyohei Jinnouchi (阵 内 恭 平 Jinnouchi Kyohei?), el hijo más joven de Katsuhiko Jinnouchi, y Hayate (ハヤテ Hayate?), el perro de Sakae.

## Producción

### Desarrollo

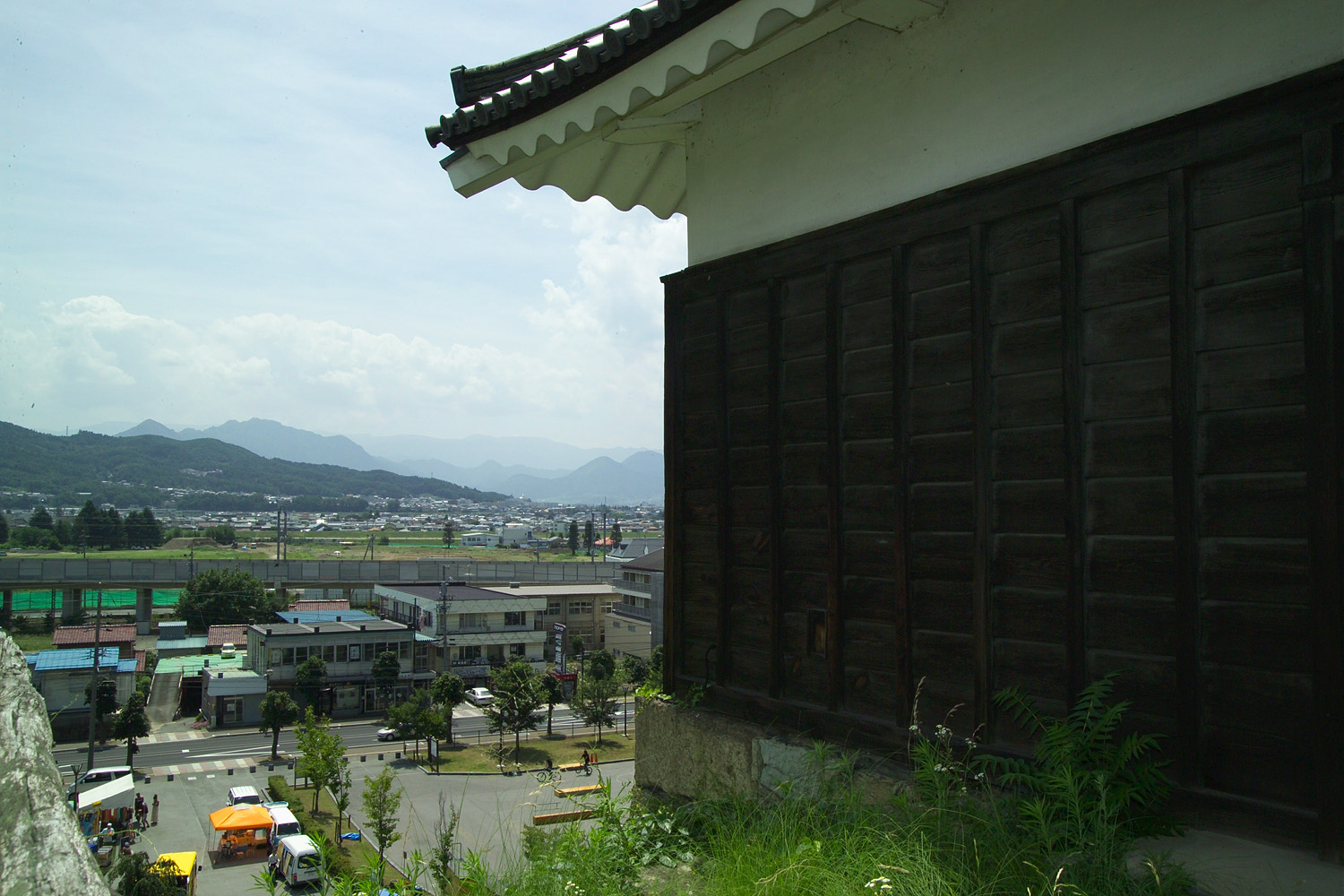
La ciudad de Ueda vista desde la torre oeste del Castillo de Ueda. La ciudad fue usada como escenario durante la mayor parte de la película.

Tras el éxito crítico y comercial de La chica que saltaba a través del tiempo, Madhouse decidió producir otra película. Mientras que para la película anteriormente mencionada, Madhouse se basó en una novela, el estudio los estudios decidieron crear de manera original el guion de la próxima película. El Director Mamoru Hosoda seleccionó una historia tanto para las personas que poseen una familia cómo para los que no la posean. La producción de Summer Wars empezó en 2006.
La mayor parte de la película está ambientada en la ciudad en la vida real de Ueda. Ueda fue elegido como el escenario principal de la película, ya que está situado en un territorio anteriormente gobernado por el destacado del clan Sanada, que se basa la familia Jinnouchi. Ueda también está cerca al lugar de nacimiento Hosoda en Toyama. Hosoda de inspiración para el nombre de la red social OZ vino de un gran supermercado que en una ocasión visitó mientras trabaja para la Toei Animation en el momento. Aunque las similitudes señalando entre OZ y Second Life, Hosoda también citó el japonés Mixi sitio web de redes sociales como principal influencia a causa de sus experiencias. Por el color y el diseño de OZ, citó los juegos de Nintendo como inspiración.La estética del diseño fue comparado por algunos críticos a la aparición de OZ. Hosoda, dijo que admira la obra de arte de Takashi Murakami, pero diseñado lo social la red como un "aspecto limpio y despejado." Durante la producción, Hosoda, visitó la casa de su entonces novia en Ueda, y experimentó la historia de la vida de su familia. Hosoda se refirió a su influencia de la utilización de una familia como la base de la película de su matrimonio y de asistir a varios festivales de cine. 
Además de las Hosoda, el equipo incluyó guionista Satoko Okudera y diseñador de personajes Yoshiyuki Sadamoto, quien trabajó anteriormente con Hosoda en La chica que saltaba a través del tiempo. Hiroyuki Aoyama se desempeñó como director de animación, mientras que la dirección de animación de acción estuvo a cargo de Tatsuzo Nishida. Durante la producción, el diseño Sadamoto basado Wabisuke en los de actor Yusaku Matsuda. Aoyama fue el responsable de la supervisión de la animación de las escenas del mundo real, mientras que Nishida supervisó la animación para el mundo digital, utilizando tanto tradicionales animación y el ordenador las técnicas de animación. El estudio de animación digital de Digital Frontier fue responsable de crear los efectos visuales de Oz y sus avatares. Youji Takeshige supervisó la dirección de arte para Summer Wars. Durante su visita a Ueda, Hosoda pensaba que Takeshige , quien ha trabajado anteriormente con Studio Ghibli, debe elaborar la casa tradicional japonesa de la película. La película también cuenta con la nave espacial japonesa Hayabusa, cuyo centro de control está situado en la cercana ciudad de Saku. Hosoda incluida la nave espacial para apoyar la contribución del Japón hacia la exploración del espacio. 
La película fue anunciada en el 2008 Tokyo International Anime Fair. En el 2009 la convención Otakon Madhouse Masao Maruyama presidente dijo que Hosoda, insistió en incluir 80 miembros de la familia como sus personajes principales. Maruyama luego bromeó diciendo que le pidió a Hosoda que prometer solo dos personajes principales y dos años de producción para su próxima película. Summer Wars era una película en una estrategia más amplia teatral Madhouse de estreno de la película, para que caiga una nueva película cada temporada para el próximo año. El lanzamiento de Summer Wars fue seguido por Mai Mai Miracle y Yona Yona Penguin en 2009 con Redline lanzado durante el primer semestre de 2010.

### Banda sonora
Akihiko Matsumoto fue el encargado de componer la música de Summer Wars. La banda sonora de la película, titulada Summer Wars Original Soundtrack (「サマーウォーズ」 オリジナル・サウンドトラック Samā Wōzu Orijinaru Saundotorakku?) , Fue lanzado por la compañía musical VAP el 9 de julio de 2009. Permaneció en las listas musicales de Oricon por cuatro semanas y alcanzó el puesto N.º112.
Todas las canciones escritas y compuestas por Akihiko Matsumoto.

Toda la música compuesta por 49:07. 
| Pistas de la banda sonora de Summer Wars |                                                                             |          |  |
| N.º                                      | Título                                                                      | Duración |  |
| 1.                                       | «OZ la ciudad virtual (仮想都市OZ "Kasō Toshi Ozu ?)»                       | 2:53     |  |
| 2.                                       | «Overture of the Summer Wars (Obertura a la guerra de verano)»              | 4:41     |  |
| 3.                                       | «La familia Jonuchi (陣内家? Jinnouchi-ke?)»                                | 1:39     |  |
| 4.                                       | «Wabisuke (侘助??)»                                                         | 1:18     |  |
| 5.                                       | «2056»                                                                      | 1:06     |  |
| 6.                                       | «Placer criminal (愉快犯 Yukaihan ?)»                                       | 5:19     |  |
| 7.                                       | «King Kazma»                                                                | 3:07     |  |
| 8.                                       | «Kenji (健二?)»                                                             | 1:02     |  |
| 9.                                       | «Sakae en acción ( 栄の活躍 Sakae no Katsuyaku ?)»                          | 3:09     |  |
| 10.                                      | «La solidaridad de los Junouchi ( 陣内家の団結 "Jinnouchi-ke no Danketsu?)» | 5:38     |  |
| 11.                                      | «Batalla de nuevo (戦闘ふたたび Sentō Futatabi?)»                           | 3:29     |  |
| 12.                                      | «Colapso (崩壊 Hōkai?)»                                                     | 1:42     |  |
| 13.                                      | «Carta (手紙? Tegami?)»                                                     | 3:30     |  |
| 14.                                      | «El coraje de todos (みんなの勇気 Minna no Yūki?)»                          | 1:34     |  |
| 15.                                      | «150 millones de milagros ((1億5千万の奇跡 "Ichi Oku Go Senman no Kiseki?)» | 3:34     |  |
| 16.                                      | «Crisis final (最後の危機 Saigo no Kiki?)»                                  | 1:14     |  |
| 17.                                      | «The Summer Wars»                                                           | 1:53     |  |
| 18.                                      | «Happy end»                                                                 | 2:17     |  |

#### Our Summer Dream
La canción de la película el tema, titulado Bokura no Natsu no Yume ( 僕ら の 夏 の 夢? Our Summer Dream?), que en español significa «Nuestro sueño de verano», fue escrita e interpretada por Tatsuro Yamashita. Fue lanzado por Warner Music Japan como un maxi-single el 19 de agosto de 2009. El sencillo incluye dos canciones de Yamashita que no están relacionados con la película. Las dos primeras canciones tienen versiones correspondientes de karaoke, y la tercera canción se graba desde una actuación en directo. El sencillo alcanzó el puesto 8º lugar en las listas de Oricon.
Todas las canciones escritas y compuestas por Tatsuro Yamashita.

Todas las canciones escritas y compuestas por Tatsuro Yamashita. 
| Our Summer Dream | |          |  |
| N.º              | Título | Duración |  |
| 1.               | «Our Summer Dream» (僕らの夏の夢 ({{{2}}}?) Bokura no Natsu no Yume)                                                           | 5:08     |  |
| 2.               | «Muse» (ミューズ ({{{2}}}?) Myūzu)                                                                                             | 4:29     |  |
| 3.               | «Atom's Children (Live Version)» (アトムの子 Live Version ({{{2}}}?) Atomu no Ko Live Version)                                 | 6:26     |  |
| 4.               | «Our Summer Dream (Original Karaoke)» (僕らの夏の夢 オリジナル・カラオケ ({{{2}}}?) Bokura no Natsu no Yume Orijinaru Karaoke) | 5:07     |  |
| 5.               | «Muse (Original Karaoke)» (ミューズ オリジナル・カラオケ ({{{2}}}?) Myūzu Orijinaru Karaoke)                                   | 4:25     |  |